# Erebia berniae
Erebia berniae är en fjärilsart som beskrevs av B.C.S Warren 1939. Erebia berniae ingår i släktet Erebia och familjen praktfjärilar. Inga underarter finns listade i Catalogue of Life.